# Amagerland Provsti
Amagerland Provsti er et provsti i Københavns Stift. Provstiet består af Dragør og Tårnby Kommuner. De af Københavns Kommunes sogne, der ligger på Amager, er del af Amagerbro Provsti og ikke Amagerland.
Amagerland Provsti består af 6 sogne med 6 kirker, fordelt på 6 pastorater.

## Pastorater
| Pastorater i Amagerland Provsti | Pastorater i Amagerland Provsti | Pastorater i Amagerland Provsti |
| ------------------------------- | ------------------------------- | ------------------------------- |
| Dragør Pastorat                 | Kastrup Pastorat                | Korsvejens Pastorat             |
| Skelgårds Pastorat              | Store Magleby Pastorat          | Tårnby Pastorat                 |

## Sogne
| Sogne i Amagerland Provsti | Sogne i Amagerland Provsti | Sogne i Amagerland Provsti |
| -------------------------- | -------------------------- | -------------------------- |
| Dragør Sogn                | Kastrup Sogn               | Korsvejens Sogn            |
| Skelgårds Sogn             | Store Magleby Sogn         | Tårnby Sogn                |